# Івакіно (Калузька область)
Івакіно (рос. Ивакино) — присілок в Боровському районі Калузької області Російської Федерації.
Населення становить 9 осіб. Входить до складу муніципального утворення Муніципальне утворення село Ворсино.

## Історія
До 1944 року населений пункт належав до Московської області. Від 1944 року в складі Калузької області.
Від 2004 року входить до складу муніципального утворення Муніципальне утворення село Ворсино.

## Населення
| 2002 | 2010 |
| ---- | ---- |
| 22   | ↘9   |